# Oxyde de thulium(III)
L'oxyde de thulium(III) est un composé solide vert pâle, de formule Tm2O3. Il fut isolé pour la première fois en 1879 à partir d'un échantillon impur d'erbia (erbine) par Per Teodor Cleve, qui le nomma thulia.

## Synthèse
L'oxyde de thulium(III) a été préparé au laboratoire selon plusieurs méthodes. Une des méthodes consiste à brûler du thulium métallique ou l'un de ses sels dans l'air,.
L'oxyde de thulium(III) peut être préparé par une méthode hydrothermale où l'acétate de thulium(III) est mélangé avec une solution d'ammoniaque, ce qui provoque la précipitation de l'oxyde de thulium(III) sous forme de solide blanc.
Il peut également être préparé par décomposition de l'un de leurs sels d'oxoacides, tels que le nitrate de thulium.

## Propriétés
L'oxyde de thulium(III) (Tm2O3) est une poudre vert pâle, thermiquement stable avec un point de fusion élevé de 2341 °C et une densité de 8,6, formant généralement une structure cristalline cubique. Il est résistant à l'oxydation et se dissout dans les acides forts tels que l'acide chlorhydrique, permettant de former des sels solubles de thulium. À cause de sa configuration à électron f unique, Tm2O3 a des propriétés optiques notables. L'oxyde de thulium est considéré fibrogène ; il a le potentiel d'induire des lésions tissulaires et une fibrose lorsqu'il est inhalé ou introduit d'une autre manière dans les tissus biologiques.